# Fundación Conocimiento Libre
La Fundación Conocimiento Libre ("Free Knowledge Foundation" o FKF en inglés) es una fundación con sede en Madrid que tiene por objetivo la difusión del conocimiento libre Su Presidente es Pablo Machón y Richard Stallman es Patrono de Honor.

## Trabajo
Su trabajo se centra en:
- Conocimiento libre
- Software libre
- Estándares abiertos

## Premios
La fundación ha entregado premios, entre otros, Rodríguez Ibarra.

## Difusión
La Fundación ha promovido diversos encuentros y congresos.